# سه‌گانه (آلبوم فرانک سیناترا)
سه‌گانه (انگلیسی: Trilogy: Past Present Future) آلبومی با صدای فرانک سیناترا است که در سال ۱۹۸۰ منتشر شد. تنظیم‌کننده آهنگ این ترانه گوردون جنکینز بود.